# Estação Parque Berrío
A Estação Parque Berrío é uma das estações do Metrô de Medellín, situada em Medellín, entre a Estação Prado e a Estação San Antonio. Administrada pela Empresa de Transporte Masivo del Valle de Aburrá Limitada (ETMVA), faz parte da Linha A.
Foi inaugurada em 30 de novembro de 1995. Localiza-se no cruzamento da Carrera 51 com a Rua 51. Atende o bairro La Candelaria, situado na comuna de La Candelaria. Graças à sua localização, é a estação com o maior número de usuários do Metrô de Medellín.
A estação recebeu esse nome por estar situada ao lado do Parque Berrío. O parque, fundado em 1646, inicialmente era uma espécie de antessala da Igreja de La Candelaria. A partir desse logradouro, foi iniciado o crescimento da cidade, embora o seu traçado tenha sido mudado ao longo das décadas. 

## Pontos de interesse
Os seguintes pontos de interesse situam-se nas redondezas da Estação Parque Berrío:
- Loja da Almacenes Flamingo
- Parque Berrío
- Basílica de Nossa Senhora da Candelaria
- Edifício do Banco da República da Colômbia
- Sede da Corporação Universitária Remington
- Praça Botero
- Palácio da Cultura Rafael Uribe Uribe
- Praça Nutibara